# Teodoro Zuazua

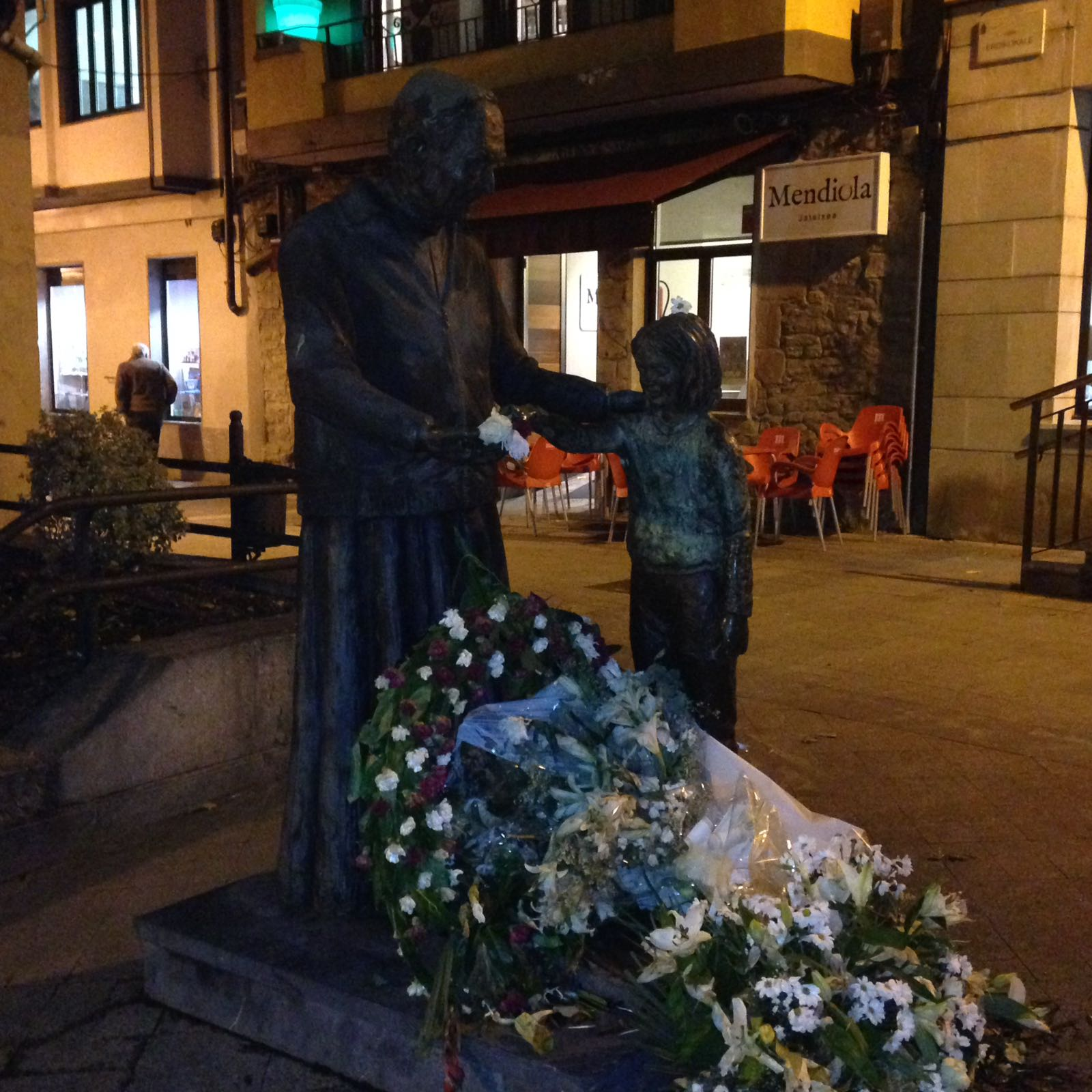
Estatua de Don Teodoro ofreciendo caramelos a una niña junto a unas flores a los pies de esta.

Teodoro Zuazua Angoiti, conocido como Don Teodoro (1915-2002) fue un sacerdote español.
Don Teodoro fue una figura relevante en la expansión urbana de la localidad vizcaína de Ermua donde participó activamente en la integración de la población migrante que llegó a la localidad durante la expansión urbana e industrial del Bajo Deva que se realizó en la segunda mitad del siglo XX.
En su honor en 1973 se le impuso su nombre a las escuelas de la localidad y en 2004 al campo de fútbol y área deportiva anexa, recordando la implicación del entonces párroco en la construcción en 1956 del primer campo de fútbol de Ermua.
La historia del Ermua Antzokia, antes conocido como el Cinema Ermua, se remonta a los años 50, cuando el sacerdote Teodoro Zuazua decidió construir un espacio donde los ermuarras, sobre todo sus niños, pudieran disfrutar de su tiempo de ocio viendo cine.
Hasta entonces el cine se proyectaba en el salón parroquial, donde actualmente se imparte la catequesis. Posteriormente, todos los espectáculos de Ermua se trasladaron al Cinema Ermua. La cesión de este edificio al Ayuntamiento llegó más tarde cuando la junta directiva del Cinema Ermua vio que no podía mantener el edificio en un buen estado, por lo que en el año 2002 lo cedió al Ayuntamiento, con la condición de que se destinara a equipamiento cultural.

## Biografía

### Vida
Teodoro Zuazua Angoiti nació el 14 de diciembre de 1915 en la localidad vizcaína de Abadiano. El 25 de septiembre de 1939, cuando contaba 24 años de edad, comenzó su formación como sacerdote en una parroquia de un pueblo de Álava. En junio de 1945 se trasladó a lo localidad vizcaína de Ermua ocupándose de la iglesia parroquial de Santiago, donde permanecería hasta su fallecimiento en el 17 de octubre de 2002.

### Sus buenas acciones
Participó activamente en la integración de los emigrantes que llegaron a la localidad desde otras lugares de España durante la expansión industrial y urbana que se dio en la comarca del Bajo Deva, y que tenía como epicentro a Éibar, .
Impulsó la construcción de viviendas para los trabajadores con escasos recursos y la elaboración de una serie de espacios deportivos y lúdicos, entre los que destaca el campo de fútbol y el cinema Ermua, paliando la situación de una población que se incrementaba de forma exponencial.

## Homenajes
"Don Teodoro" es considerado como un personaje ilustre e importante en Ermua. En su honor se realizó una estatua y se ha dado su nombre a las escuelas de la localidad y al campo de fútbol.